# Ilene Beckerman
Ilene Beckerman (* 15. Juni 1935 in New York City als Ilene Edelstein) ist eine US-amerikanische Schriftstellerin und Journalistin.
Als Ilene Beckerman 60 Jahre alt war und fünf Kinder großgezogen hatte, begann sie mit dem Schreiben und wurde recht schnell zur Bestsellerautorin, deren Werke in viele Sprachen übersetzt wurden (z. B. Französisch, Deutsch, Portugiesisch, Spanisch oder Japanisch). Ihre Bücher hat sie auch alle selbst illustriert.

## Bücher
- Love, Loss, and What I Wore, New York 1995 (deutsch: Liebe, Leid und welches Kleid; autobiographisch über ihre Kindheit und Jugend in Manhattan)
- What We Do for Love, New York 1997 (deutsch: Was tut man nicht alles aus Liebe!; behandelt das Thema, wie man als junges Mädchen seinen Traumprinzen findet)
- Mother of the Bride: The Dream, The Reality, The Search for a Perfect Dress, New York 2000 (über Mutter-Tochter-Beziehungen vor allem während der Phase der Vorbereitung der Hochzeit der Tochter)
- Makeovers at the Beauty Counter of Happiness, New York 2005 (fiktive Briefe an verschiedene Persönlichkeiten: u. a. Gwyneth Paltrow, Sarah Jessica Parker, Marilyn Monroe, Audrey Hepburn, Mother Teresa)